# Gustav den Store (1832)
Gustav den Store, officiellt HM Linjeskepp Gustav den Store, var ett linjeskepp i svenska flottan. Bestyckningen utgjordes av 76 kanoner av olika storlekar på två batteridäck. Gustav den Store byggdes på Karlskrona örlogsvarv efter ritningar av Johan Aron af Borneman och sjösattes den 18 september 1832. På 1850-talet planerade man att förse fartyget med ångmaskin och propeller, men detta skedde aldrig. I stället utrangerades Gustav den store i september 1858 och slopades 1870. Fartyget fick sitt namn efter den svenske kungen Gustav II Adolf, som regerade mellan 1611 och 1632.